# Amenra
Amenra es una banda belga originaria de Cortrique formada en 1999 por el vocalista Colin H. van Eeckhout y el guitarrista Mathieu Vandekerckhove, integrándose posteriormente Bjorn Lebon en la batería, Lennart Bossu en la guitarra y Levy Seynaeve en el bajo. Han lanzado alrededor de seis álbumes de estudio denominados por ellos como "Mass" (misas), a través del sello discográfico Neurot Recordings. El estilo característico de la banda caracterizado por abarcar atmósferas intensas y espirituales esta arraigado en el doom metal, hardcore punk y post-metal. Sus presentaciones en vivo por lo regular se acompañan de elementos visuales, los cuales han sido descritos como "comuniones fascinantes". En el año 2005, Amenra formó el colectivo Church of Ra, donde colaboran otros grupos musicales como Oathbreaker y the Black Heart Rebellion.

## Historia

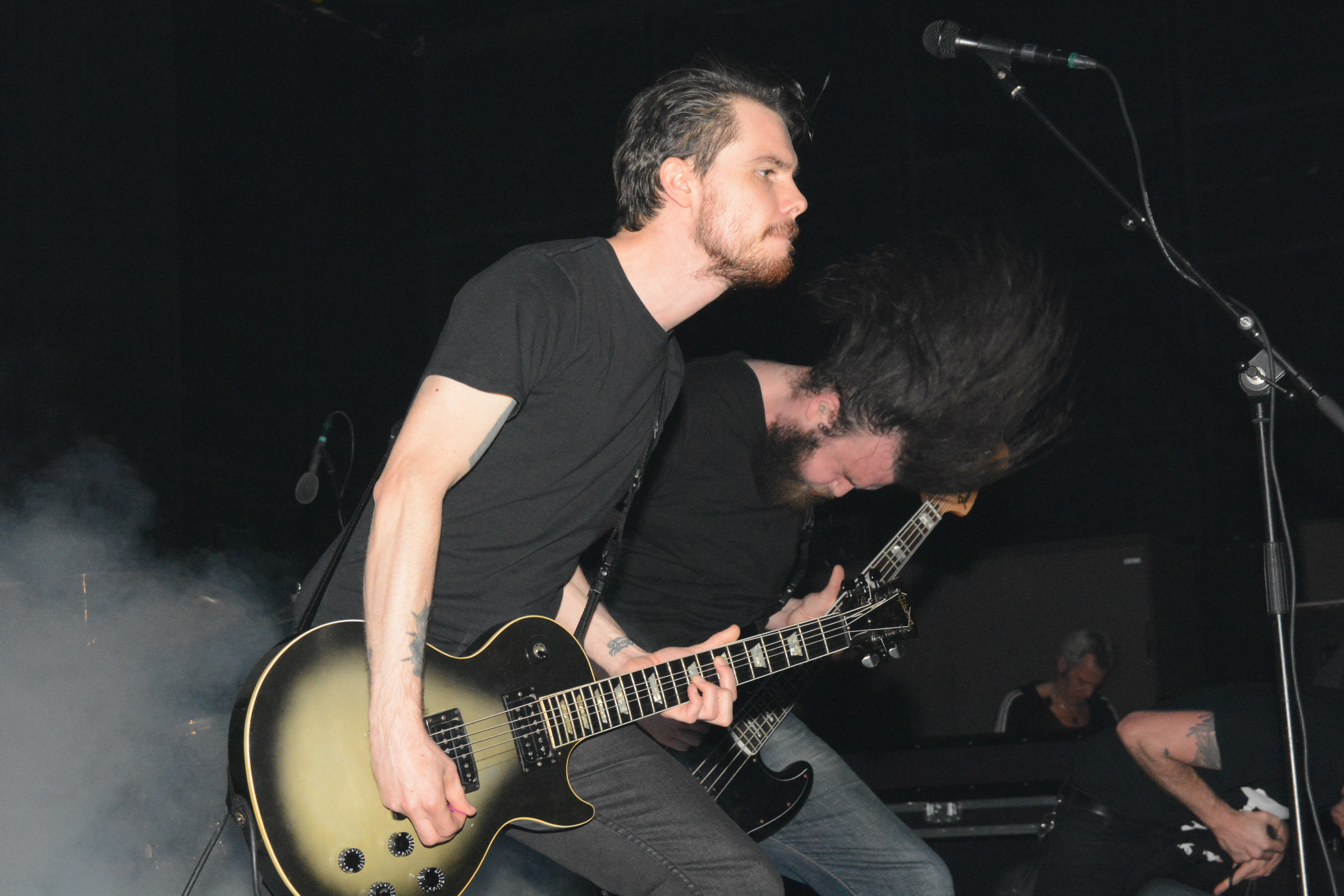
Amenra en vivo en noviembre de 2013

Amenra fue formada en el año 1999 en la ciudad de Cortrique por Colin H. van Eeckhout y Mathieu Vandekerckhove. Ambos habían sido miembros de la banda de hardcore punk Spineless y deseaban crear música con más "alma y corazón".
El grupo lanzó su álbum debut Mass I en 2003. Van Eeckhout sugirió en el 2017 que cada Mass debe ser creado bajo la necesidad de reflexionar sobre sus propias experiencias a lo largo de sus vidas, dejando en la incertidumbre si cada material subsecuente será o no el último que graben. También descrició a Mass III del 2005 como "un momento clave en la existencia de Amenra y donde realmente habían "encontrado el camino". El siguiente "punto de inflexión" vendría al firmar contrato con la discográfica Neurot Records para lanzar Mass V. El sello fue fundado por la banda Neurosis; una influencia central en el sonido adoptado por Amenra a lo largo de su carrera.

## Estilo

### Sonido
El sonido de Amenra ha sido descrito como una amalgama de post-metal, sludge, post-hardcore, doom y hardcore etéreo. También se han observado influencias de black metal, rock gótico, folk y post-rock.

### Temática artística
A pesar de declararse agnóstico, Colin H. van Eeckhout reconoce que la banda presenta cierta ambientación espiritual y religiosa a lo largo de sus trabajos. Poco antes de lanzar Mass VI, van Eeckhout escribió para The Independent lo siguiente:
Tenemos una historia que contar y esta es siempre la misma. Siempre escribo a cerca del sufrimiento que representa la vida valiendome de experiencias personales como referentes, tratando de ser lo más certero y honesto posible. Intento transformar "la luz en oscuridad". ... Desde el inicio, nuestra intención con los álbumes Mass era idear una base para una verdadera introspección y reflexión... un momento donde quizás te arrodilles y descubras por que tus preguntas no tienen respuestas".
Amenra colabora ocasionalmente con artistas visuales y coreógrafos, incluyendo a Willy Vanderperre y Berlinde De Bruyckere.

## Church of Ra
En los días del lanzamiento de Mass III en el 2005, Amenra fundó un colectivo de artistas con ideas similares llamado Church of Ra (la iglesia de Ra). Está integrado por amigos que comparten la misma mentalidad y ética DIY de la banda. Church of Ra colabora con Amenra en los aspectos visuales de las presentaciones en vivo. Algunos miembros del colectivo conocidos son Oathbreaker y the Black Heart Rebellion, así como proyectos paralelos de los miembros de Amenra.

## Integrantes
Actuales
- Colin H. van Eeckhout – voz
- Mathieu J. Vandekerckhove  – guitarra
- Bjorn J. Lebon – batería
- Lennart Bossu – guitarra
- Levy Seynaeve – bajo

Anteriores
- Kristof J. Mondy – bajo (1999–?)
- Maarten P. Kinet – bajo
- Vincent F. Tetaert – guitarra

## Discografía

### Álbumes de estudio
- Mass I (2003)
- Mass II Sermons (2005)
- Mass III (2005)
- Mass IIII (2008)
- Mass V (2012)
- Mass VI (2017)
- DeDoorn (2021)

### EPs
- Prayers 9+10 12" (2004)
- Afterlife 10" + CD (2009)

### Splits
- Vuur / Amenra 7" (2004)
- Vuur / Amenra / Gameness / Gantz CD (2004)
- Amenra / Hitch 7" (2007)
- Amenra / Hive Destruction 10" (2011)
- Amenra / The Black Heart Rebellion 12" (2011)
- Amenra / Oathbreaker 7" (2011)
- Amenra / Hessian 7" (2012)
- Amenra / Madensuyu 10" (2014)
- Amenra / VVOVNDS 12" (2014)
- Amenra / Eleanora 10" (2014)
- Amenra / Treha Sektori 10" (2014)
- Amenra / Sofie Verdoodt 7" (2015)

### Álbumes en vivo
- Live (2012)
- Live II (2014)
- Alive (2016)

### DVD
- Mass III (Hypertension Records pre-order special) (2005)
- Church of Ra (2009)
- 23.10 (2009)
- 01.06 (Fortarock 2013) (2013)
- 22.12 (Ancienne Belgique 2012) (2013)

### Libros
- Church of Ra (2008)

### Sencillos y vídeos musicales
- "Nowena" (2012)
- "Boden" (2012)
- "A Mon Âme" (2014)
- "Charon" (2016)
- "Children of the Eye" (2017)
- "A Solitary Reign" (2017)